# Jean-Léonard Lugardon
Jean-Léonard Lugardon (Ginevra, 30 settembre 1801 – Ginevra, 16 agosto 1884) è stato un pittore svizzero, specializzato nella ritrattistica e in dipinti di storia e di genere, imponendosi come uno dei principali esponenti del Romanticismo ginevrino.

## Biografia

### Nascita, famiglia e formazione
Jean-Léonard Lugardon nacque il 30 settembre 1801 a Ginevra, in Svizzera, dall'orologiaio Albert Lugardon e dalla commerciante di seta e articoli di moda Catherine Duboule. Jean-Léonard era discendente da una famiglia protestante originaria del Sud della Francia, che dovette rifugiarsi nella città svizzera di Berna dopo la decisione di revocare l'Editto di Nantes nel 1685.
Il padre Albert nel 1808 entrò in affari con il critico d'arte Jean-François Chaponnière, che sarà proprio colui che veglierà sul giovane Jean-Léonard, che intraprese inizialmente la propria formazione artistica con i corsi di disegno presso la Società delle Arti (Société des Arts) a Ginevra. Nel 1819 e nel 1820, il giovane pittore riuscì ad aggiudicarsi due vittorie in due diversi concorsi: il primo fu uno dei tre premi ex aequo istituiti dal Grande Concorso dell'Accademia secondo Natura (Grand Concours de l'Académie d'après Nature), mentre il secondo fu il premio del Concorso del Ricordo (Concours de Souvenir).
Dal 1820 al 1822 fu allievo del pittore francese Antoine-Jean Gros a Parigi, dove farà conoscenza anche con altri allievi del suo maestro, come Joseph-Désiré Court, Jean-Baptiste Delestre e Nicolas Toussaint Charlet. Successivamente il giovane pittore, dopo un breve ritorno in patria, intraprese un lungo soggiorno in Italia, come da tradizione: il viaggio iniziò nel 1823 e vide la conoscenza del celebre pittore francese Jean-Auguste-Dominique Ingres a Firenze, del quale fu allievo fino al 1825, nonché la frequentazione con i fratelli pittori e compatrioti Louis Léopold e Aurèle Robert, conosciuti durante il suo soggiorno a Roma durato dal 1826 al 1829.

### Carriera artistica
Fu proprio grazie ai consigli di Ingres che Lugardon dipinse il quadro sulla Liberazione di Bonivard a Chillon da parte delle truppe bernesi, che era il tema del Concorso di Pittura di Storia Nazionale organizzato a Ginevra nel 1824, al quale il giovane pittore inviò il quadro come partecipazione e dove riuscì anche a vincere, scatenando non solo la disapprovazione dei conservatori ma anche lo stupore in città, lanciando di fatto la sua carriera.
Il soggiorno italiano venne brevemente interrotto nel 1826, poiché il pittore dovette rientrare a Ginevra per la morte del padre; in questo periodo Lugardon esporrà la sua prima versione del Giuramento degli Svizzeri sul Grütli, si sposerà e partecipò per la prima volta al Salon di Parigi, prima di tornare in Italia a Roma. Morta la moglie di parto, il pittore ne fu profondamente scosso e decise di stabilirsi nuovamente a Ginevra, dove inizierà la sua professione di insegnante con allievi come Barthélemy Menn, tra gli altri, diventando anche membro della classe di belle arti della Società delle Arti.
Nel 1835 prese nuovamente parte al Salon parigino con la sua opera Guglielmo Tell salva Baumgarten, che ottenne un grande successo, come testimoniano le parole scritte il 10 marzo di quell'anno dal pittore e critico d'arte Étienne-Jean Delécluze nel Journal des Débats: «Questa produzione, il cui insieme e i cui dettagli sono degni di molti elogi, ha il merito, stranamente raro oggi, di non sentire l'influenza di nessuna scuola vecchia o nuova, e di trasmettere fedelmente le idee e le sensazioni naturalmente proprie all'autore»; questo spinsero il pittore a trasferirsi nuovamente a Parigi, dove ottenne le commissioni di re Luigi Filippo di Francia per la Reggia di Versailles. Tuttavia il soggiorno fu breve, visto che già nel 1836 la città di Ginevra gli offrì il ruolo di direttore della Scuola di Figura (École de la Figure) della Società delle Arti, dove svolgerà il suo incarico fino al 1843, ma gli onori non finirono qui e non si fecero attendere: dal 1837 al 1842 fu membro deputato al Consiglio Rappresentativo; nel 1841 il suo dipinto Arnold von Melchtal verrà donato al Museo Rath su iniziativa di Rodolphe Töpffer, che considererà Lugardon come uno dei suoi pittori preferiti insieme ad Alexandre Calame; ancora, nel 1844 diventerà membro della Società delle Arti e, senza più Töpffer che lo spingeva ad aborrire il Radicalismo politico, Lugardon passò al partito avversario e fu tra i membri fondatori della Sezione delle Belle Arti dell'Istituto Nazionale Ginevrino creato dal politico James Fazy, che si opponeva al Conservatorismo della stessa Società delle Arti.
Ma i suoi successi e la sua presenza sulla scena artistica non si limitarono solo a Ginevra e Parigi: Lugardon parteciperà per quasi dieci anni dal 1843 all'esposizioni della Società degli Amici delle Arti (Société des Amis des Arts) di Lione, oltre che prendere parte alle altre esposizioni internazionali di Berlino, Düsseldorf e Torino, nonché a quelle nazionali di Berna, Zurigo e Losanna; ancora, nel 1851 il pittore viaggiò in Algeria su consiglio dello scultore James Pradier, dove si recò per studiare la cultura e rivisitare la sua opera Rut e Booz, di cui la prima versione l'aveva lasciato insoddisfatto, che poi presenterà all'Esposizione universale di Parigi del 1855. A queste partecipazioni conseguirono vari riconoscimenti, come la medaglia d'oro per la pittura storica nel 1830 a Berna, la medaglia di seconda classe per la pittura di genere nel 1831 e la medaglia d'oro nel 1849 a Ginevra.
Tuttavia, a partire dalla metà degli anni '50 dell'Ottocento, la salute del pittore ebbe un declino, che lo colpì sia fisicamente che apparentemente anche mentalmente, costringendolo a dedicarsi quasi esclusivamente alla diffusione di sue opere precedenti tramite la fotografia e la litografia.

### Vita privata e morte
Il pittore si sposerà con Suzanne Paschoud, figlia del libraio Jean-Jacques Paschoud. Il figlio primogenito, Albert Lugardon, nacque a Roma nel 1827 e seguirà le orme paterne, diventando anche lui un pittore. Un secondo parto sarà invece fatale per la giovane moglie, che morirà nel 1830.
Jean-Léonard Lugardon morì il 16 agosto 1884 a Ginevra, nella città dov'era nato e dove aveva lavorato e vissuto per gran parte della sua esistenza, spirando poco prima del suo 83º compleanno.

## Stile
Jean-Léonard Lugardon, insieme ad Alexandre Calame, François Diday e Joseph Hornung, faceva parte di quel quartetto che costituiva i principali esponenti della scuola romantica ginevrina; e, sebbene i suoi contemporanei non mancarono di giudicare negativamente le sue opere, Lugardon riuscì ad imporsi tramite la sua carriera europea e il suo lavoro accademico di stampo patriottico.
Pittore di storia, di genere e ritrattista, il suo stile era combattuto tra il movimento del Neoclassicismo e il movimento del Romanticismo, tra vecchia e nuova scuola, come fu per molti artisti della sua generazione; ma Lugardon cercò di fermarsi nel mezzo di queste due correnti artistiche, probabilmente per la mancanza di una vera e propria personalità ben delineata: da una parte vi era la sua venerazione per Gros, che conobbe quando il pittore francese era in fase di pentimento per le sue tentazioni romantiche, e vi era la conferma neoclassica tramite l'esperienza con Ingres, ma dall'altra parte vi era però la rivoluzionaria libertà artistica del pittore romantico Eugène Delacroix. A queste vanno aggiunte altre influenze, come quella delle scene "all'italiana" con briganti e contadini nello stile di Louis Léopold Robert, o come la cultura "orientale" derivata dal suo viaggio in Algeria; però tutta questa diversità e qualità nella sua arte venne oscurata da quell'aspetto che in realtà fu il motivo sul quale si fondò il suo successo in vita, ovvero le sue rappresentazioni della storia svizzera, ma il patriottismo incarnato in esse ad oggi non genera più la commozione e l'emozioni di un tempo.

## Opere

### Dipinti
- Deposizione (Descente de Croix; copia da Daniele da Volterra), 1823, olio su tela, 53 cm × 37 cm (Museo d'Arte e di Storia, Ginevra, Svizzera)[4]
- Santa Cecilia dona i suoi averi (Sainte Cécile donnant ses biens; copia dal Domenichino), 1824, olio su tela, 51 cm × 51 cm (Museo d'Arte e di Storia, Ginevra, Svizzera)[5]
- La liberazione di Bonivard (La Délivrance de Bonivard), 1824, olio su tela, 99 cm × 117 cm (Museo d'Arte e di Storia, Ginevra, Svizzera)[6]
- Il giuramento del Grütli o Il giuramento dei tre svizzeri (Le Serment du Grütli o Le Serment des trois Suisses), 1826, olio su tela, 150 cm × 145 cm (Museo d'Arte e di Storia, Ginevra, Svizzera)[7]
- Contadini napoletani in preghiera (Paysans napolitains en prière), 1827, olio su tela, 85 cm × 65 cm (Museo d'Arte e di Storia, Ginevra, Svizzera)[8]
- Il giuramento del Grütli o Il giuramento dei tre svizzeri (Le Serment du Grütli o Le Serment des trois Suisses), 1833, olio su tavola, 32.8 cm × 27.7 cm (Museo d'Arte e di Storia, Ginevra, Svizzera)[9]
- Il giuramento del Grütli o Il giuramento dei tre svizzeri (Le Serment du Grütli o Le Serment des trois Suisses), 1836, olio su tela, 83 cm × 65.5 cm (Museo d'Arte e di Storia, Ginevra, Svizzera)[10]
- Ritratto di Bernard Roth (Portrait de Bernard Roth), 1837, olio su tavola, 26 cm × 20 cm (Museo d'Arte e di Storia, Ginevra, Svizzera)[11]
- Arnold von Melchtal (Arnold de Melchtal), 1840, olio su tela, 138 cm × 195 cm (Museo d'Arte e di Storia, Ginevra, Svizzera)[12]
- Ritratto del pittore Wolfgang Adam Töpffer (Portrait du peintre Wolfgang-Adam Töpffer), 1840, olio su tela, 31 cm × 24 cm (Museo d'Arte e di Storia, Ginevra, Svizzera)[13]
- Ritratto di giovane donna (Portrait d'une jeune femme), 1840 circa, olio su tela, 30.5 cm × 24 cm (Museo d'Arte e di Storia, Ginevra, Svizzera)[14]
- Ebrea di Algeri (Juive d'Alger), 1851, olio su tela, 21 cm × 17.5 cm (Museo d'Arte e di Storia, Ginevra, Svizzera)[15]
- Giovane uomo con turbante (Jeune homme au turban), 1851, olio su tela, 32.5 cm ×24.7 cm (Museo d'Arte e di Storia, Ginevra, Svizzera)[16]
- Rabbino di Algeri (Rabbin d'Alger), olio su tela, 23.5 cm × 17 cm (Museo d'Arte e di Storia, Ginevra, Svizzera)[17]
- Testa d'arabo con turbante (Tête d'Arabe avec turban), olio su tela, 22.8 cm × 18.4 cm (Museo d'Arte e di Storia, Ginevra, Svizzera)[18]
- Testa d'arabo (Tête d'Arabe), olio su tela, 21.5 cm × 16 cm (Museo d'Arte e di Storia, Ginevra, Svizzera)[19]
- Testa d'arabo (Tête d'Arabe), olio su cartone, 20 cm × 16 cm (Museo d'Arte e di Storia, Ginevra, Svizzera)[20]
- Qāḍī (Cadi), olio su carta su tela, 28 cm × 21 cm (Museo d'Arte e di Storia, Ginevra, Svizzera)[21]
- Ritratto d'uomo (Portrait d'homme), olio su tela, 47.5 cm × 38 cm (Museo d'Arte e di Storia, Ginevra, Svizzera)[22]
- Testa d'uomo (Tête d'homme), olio su tela, 24 cm × 16 cm (Museo d'Arte e di Storia, Ginevra, Svizzera)[23]
- Testa d'uomo (Tête d'homme), olio su cartone, 17.7 cm × 16 cm (Museo d'Arte e di Storia, Ginevra, Svizzera)[24]
- Testa d'uomo (Tête d'homme), olio su carta su tela, 15.6 cm × 13.7 cm (Museo d'Arte e di Storia, Ginevra, Svizzera)[25]
- Testa d'uomo urlante (Tête d'homme criant), olio e carboncino su cartone, 19.8 cm × 16 cm (Museo d'Arte e di Storia, Ginevra, Svizzera)[26]
- Testa maschile, braccia, drappeggio (Tête d'homme, bras, draperie), olio su cartone, 30.4 cm × 20.3 cm (Museo d'Arte e di Storia, Ginevra, Svizzera)[27]
- Testa d'uomo, punte di lancia (Tête d'homme, fers de lance), olio su carta su tela, 30.2 cm × 22 cm (Museo d'Arte e di Storia, Ginevra, Svizzera)[28]
- Uomo nudo sdraiato (Homme nu couché), olio su carta su tela, 30 cm × 25 cm (Museo d'Arte e di Storia, Ginevra, Svizzera)[29]
- Testa di donna (Tête de femme), olio su tela, 25.8 cm × 21.7 cm (Museo d'Arte e di Storia, Ginevra, Svizzera)[30]
- Testa di donna (Tête de femme), olio su cartone su tela, 19.2 cm × 15.5 cm (Museo d'Arte e di Storia, Ginevra, Svizzera)[31]
- Testa di donna (Tête de femme), olio su cartone su tela, 16 cm × 13.5 cm (Museo d'Arte e di Storia, Ginevra, Svizzera)[32]
- Testa di donna (Tête de femme), olio su tela, 23 cm × 22.7 cm (Museo d'Arte e di Storia, Ginevra, Svizzera)[33]
- Testa di donna addormentata: la madre dell'artista (Tête de femme endormie: la mère de l'artiste), olio su cartone, 13.7 cm × 10.7 cm (Museo d'Arte e di Storia, Ginevra, Svizzera)[34]
- Due teste femminili, tra cui quella della madre dell'artista (Deux têtes de femme, dont celle de la mère de l'artiste), olio su carta su tela, 26.3 cm × 20.3 cm (Museo d'Arte e di Storia, Ginevra, Svizzera)[35]
- Fanciulla (Jeune fille), olio e carboncino su carta su cartone, 15.2 cm × 15 cm (Museo d'Arte e di Storia, Ginevra, Svizzera)[36]
- Fanciulla e capra (Jeune fille et chèvre), olio su cartone su tela, 33 cm × 22 cm (Museo d'Arte e di Storia, Ginevra, Svizzera)[37]
- Giovane contadina (Jeune paysanne), olio su carta su tela, 28.6 cm × 23 cm (Museo d'Arte e di Storia, Ginevra, Svizzera)[38]
- Giovane contadina (Jeune paysanne), olio su carta su tela, 30 cm × 20 cm (Museo d'Arte e di Storia, Ginevra, Svizzera)[39]
- Giovane contadina drappeggiata (Jeune paysanne drapée), olio su cartone su tela, 26 cm × 18.2 cm (Museo d'Arte e di Storia, Ginevra, Svizzera)[40]
- Giovane fanciulla o Contadina bernese (Figure de jeune fille o Paysanne bernoise; anche Wolfgang Adam Töpffer), olio su tela, 41 cm × 30 cm (Museo d'Arte e di Storia, Ginevra, Svizzera)[41]
- Ritratto di giovane italiana (Portrait d'une jeune italienne), olio su tela, 47 cm × 39 cm (Museo d'Arte e di Storia, Ginevra, Svizzera)[42]
- Mädeli, olio su carta su tela, 33 cm × 22 cm (Museo d'Arte e di Storia, Ginevra, Svizzera)[43]
- Amazzone (Amazone), olio su cartone, 44.5 cm × 39 cm (Museo d'Arte, Soletta, Svizzera)[44]
- La barcaiola (La batelière), olio su tavola, 46 cm × 37.4 cm[45]
- Giovane contadino (Jeune paysan), olio su carta su tela, 34 cm × 24 cm (Museo d'Arte e di Storia, Ginevra, Svizzera)[46]
- Giovani pastori (Jeunes bergers), olio su carta su tela, 39 cm × 29 cm (Museo d'Arte e di Storia, Ginevra, Svizzera)[47]
- Ritratto di Madame Lugardon, madre dell'artista (Portrait de Madame Lugardon, mère de l'artiste), olio su tela, 87 cm × 65.5 cm (Museo d'Arte e di Storia, Ginevra, Svizzera)[48]
- Ritratto dell'incisore Nicolas Schenker-Scheener (Portrait du graveur Nicolas Schenker-Scheener), olio su tavola, 40.5 cm × 32 cm (Museo d'Arte e di Storia, Ginevra, Svizzera)[49]
- Il viaggiatore ferito che si ferma (Le voyageur blessé qui s'arrête; per tradizione il paesaggio è ritenuto opera di Alexandre Calame), metà XIX secolo, olio su tela, 67.5 cm × 50.5 cm (Victoria and Albert Museum, Londra, Regno Unito)[50]
- L'ultimo giorno dei condannati o L'ultima ora (Le Dernier jour du condamné o La dernière heure), olio su tela, 83 cm × 65 cm (Museo d'Arte e di Storia, Ginevra, Svizzera)[51]
- Il trionfo della Virtù (Le Triomphe de la Vertu; copia dal Correggio), olio su tela, 149 cm × 90 cm (Museo d'Arte e di Storia, Ginevra, Svizzera)[52]
- Amori (Amours), olio su cartone, 22.5 cm × 16.4 cm (Museo d'Arte e di Storia, Ginevra, Svizzera)[53]
- Studio per Guglielmo Tell salva Baumgarten? (Étude pour Guillaume Tell sauvant Baumgarten?), olio e tracce di carboncino su cartone, 12.9 cm × 19.7 cm (Museo d'Arte e di Storia, Ginevra, Svizzera)[54]
- Studio per Winkelried a Sempach (Étude pour "Winkelried à Sempach"), olio su tela, 33.5 cm × 51 cm (Museo d'Arte e di Storia, Ginevra, Svizzera)[55]
- Studio di mani (Étude de mains), olio su tela, 15.7 cm × 19.3 cm (Museo d'Arte e di Storia, Ginevra, Svizzera)[56]
- Studio di braccia per Rut e Booz (Étude de bras pour le tableau de Ruth et Booz), olio su cartone, 27.3 cm × 35.3 cm (Museo d'Arte e di Storia, Ginevra, Svizzera)[57]
- Studio di braccia per Rut e Booz (Étude de bras pour le tableau de Ruth et Booz), olio su cartone, 32.5 cm × 25.4 cm (Museo d'Arte e di Storia, Ginevra, Svizzera)[58]
- Studio di braccia, "Gros Joseph/n.6/falegnane/Chevelu" (Étude de bras, "Gros Joseph/no 6/charpentier/Chevelu"), olio su cartone, 24 cm × 28.4 cm (Museo d'Arte e di Storia, Ginevra, Svizzera)[59]
- Studio per Il giuramento del Grütli (Étude pour "Le Serment du Grütli"), olio e matita su cartone, 24.4 cm × 32.5 cm (Museo d'Arte e di Storia, Ginevra, Svizzera)[60]
- Studio per Il giuramento del Grütli (Étude pour "Le Serment du Grütli"), olio su cartone, 19.5 cm × 12 cm (Museo d'Arte e di Storia, Ginevra, Svizzera)[61]

### Disegni
- Ritratto d'uomo seduto (Portrait d'un homme assis), 1830, matita su carta, 23.5 cm × 19.5 cm (Museo d'Arte e di Storia, Ginevra, Svizzera)[62]
- Ritratto di donna seduta (Portrait d'une femme assise), 1830, matita su carta, 22.5 cm × 19.3 cm (Museo d'Arte e di Storia, Ginevra, Svizzera)[63]

## Galleria d'immagini

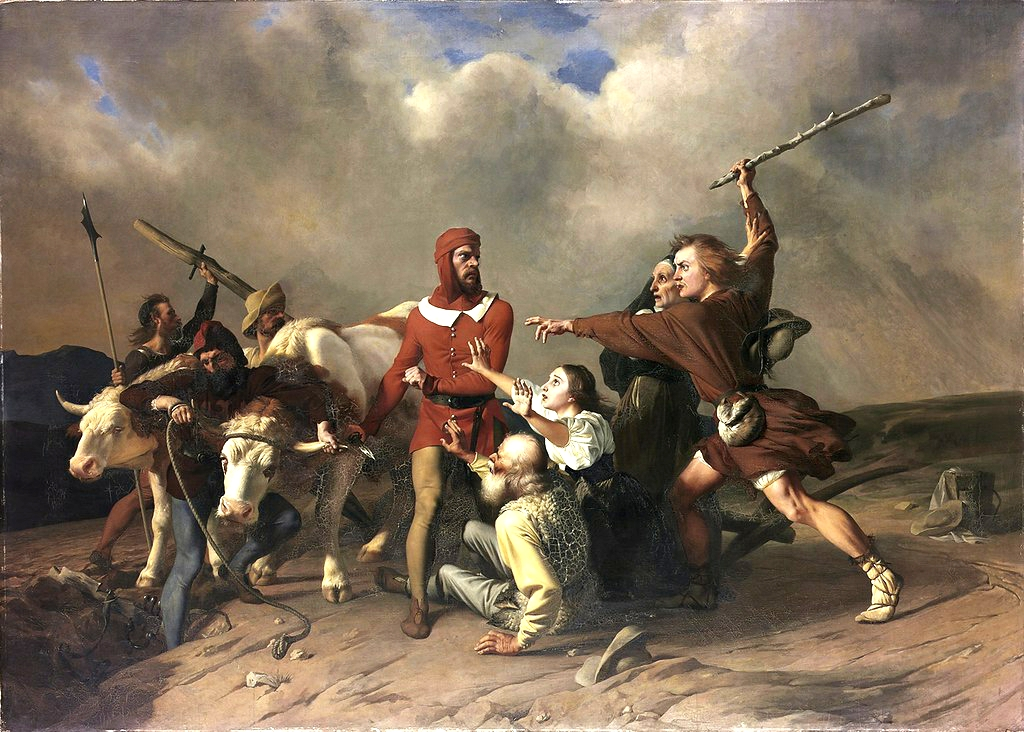
Arnold von Melchtal aggredito da alcuni uomini nel tentativo di confiscargli i buoi
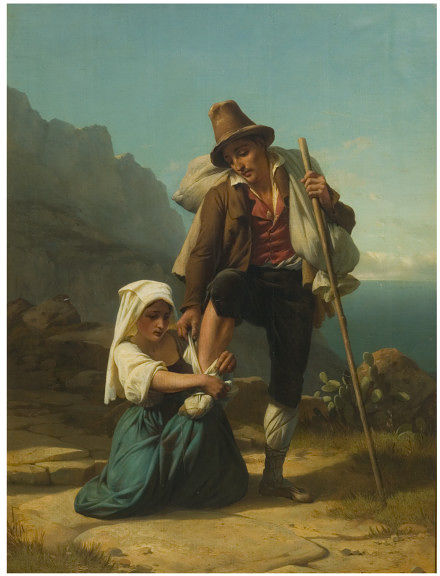
Il viaggiatore ferito che si ferma
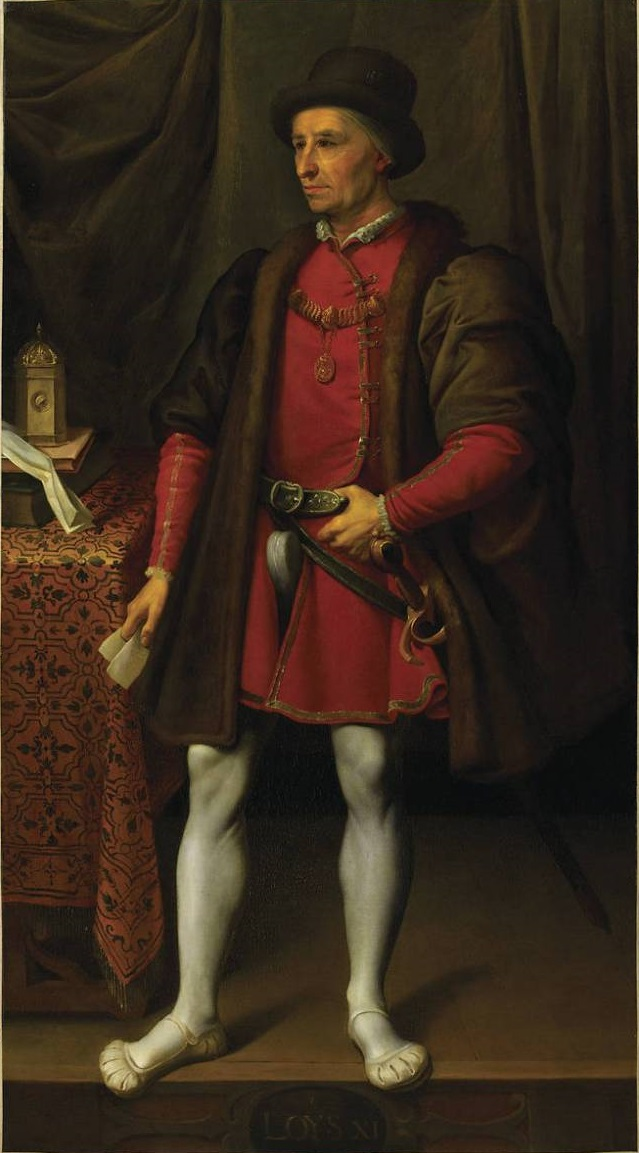
Ritratto di re Luigi XI di Francia
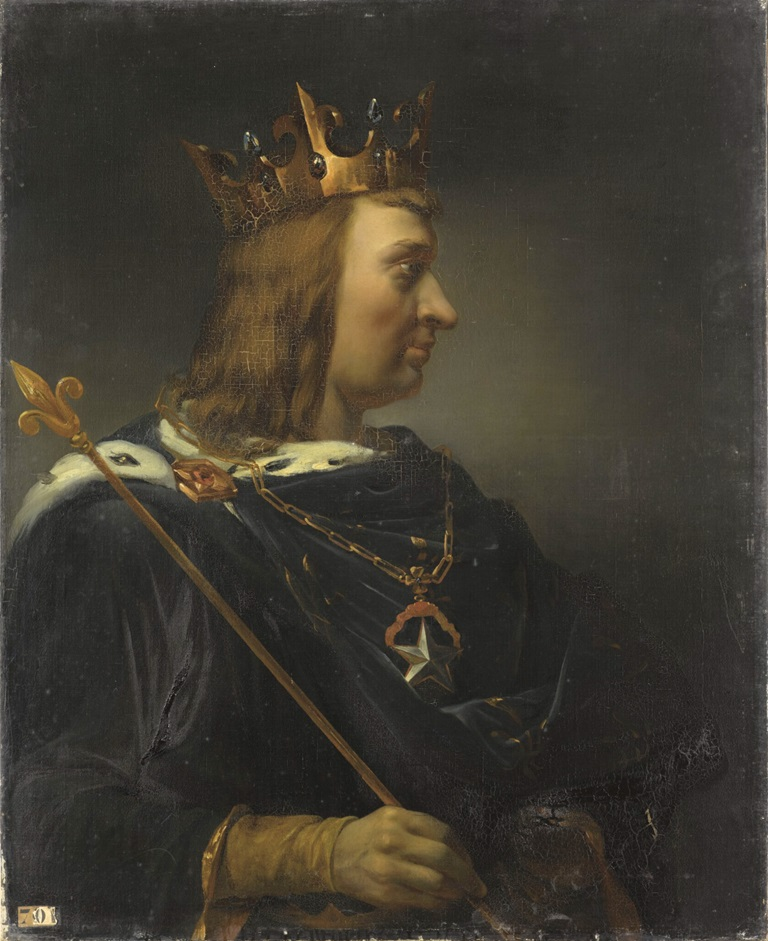
Ritratto di re Giovanni II di Francia
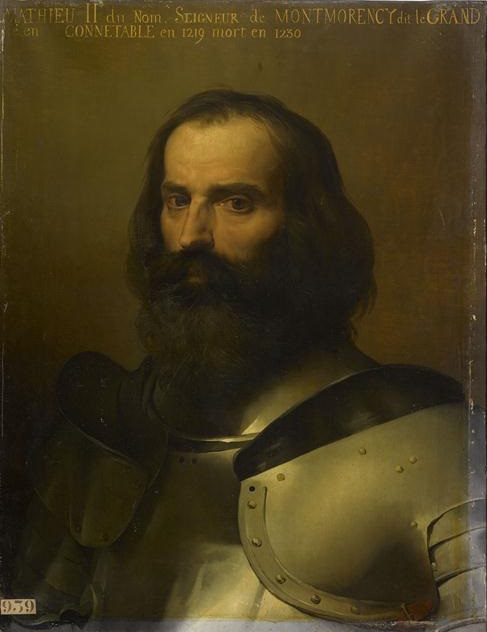
Ritratto di Matteo II di Montmorency, gran connestabile di Francia
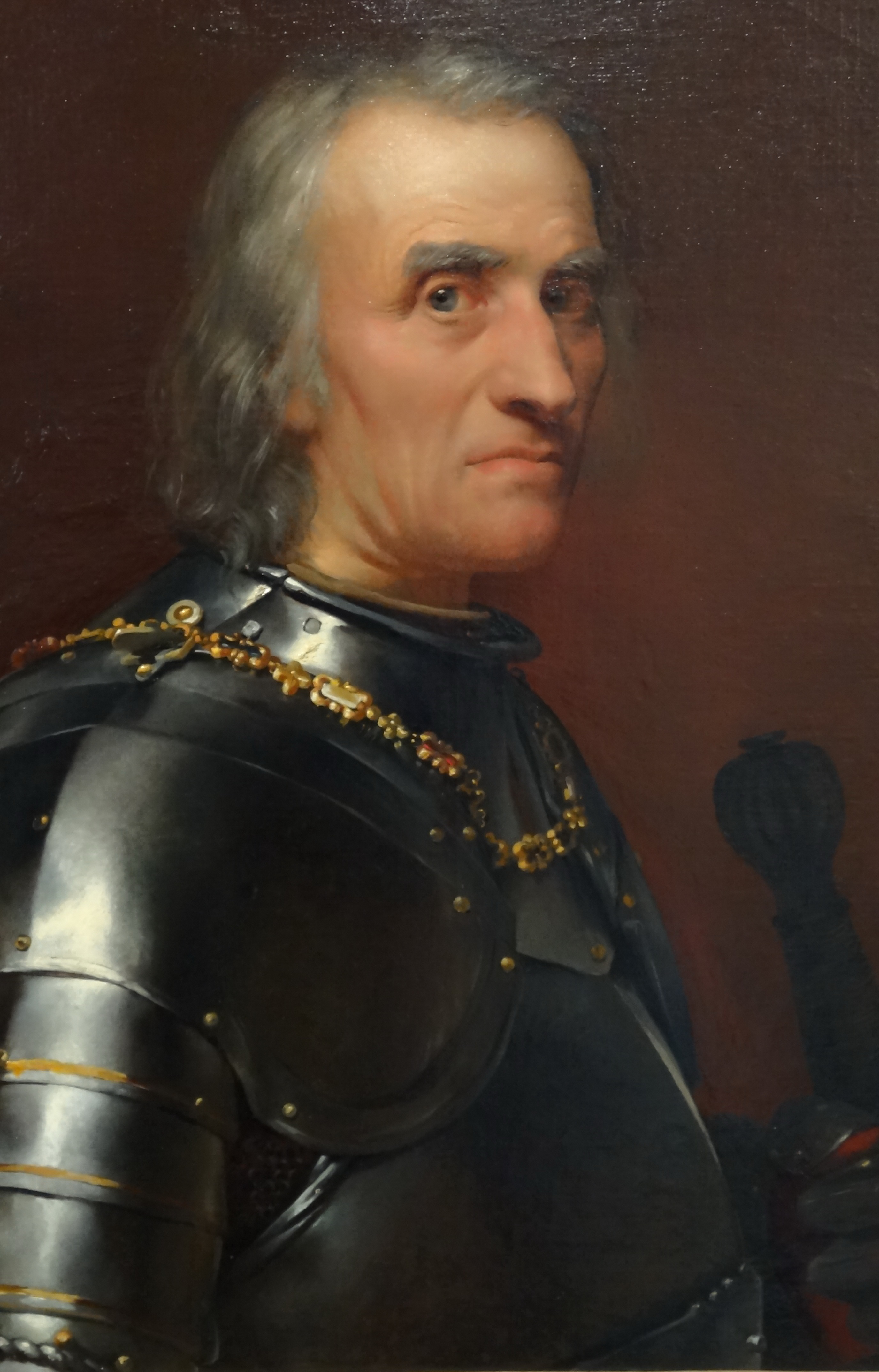
Ritratto del duca Giovanni II di Borbone
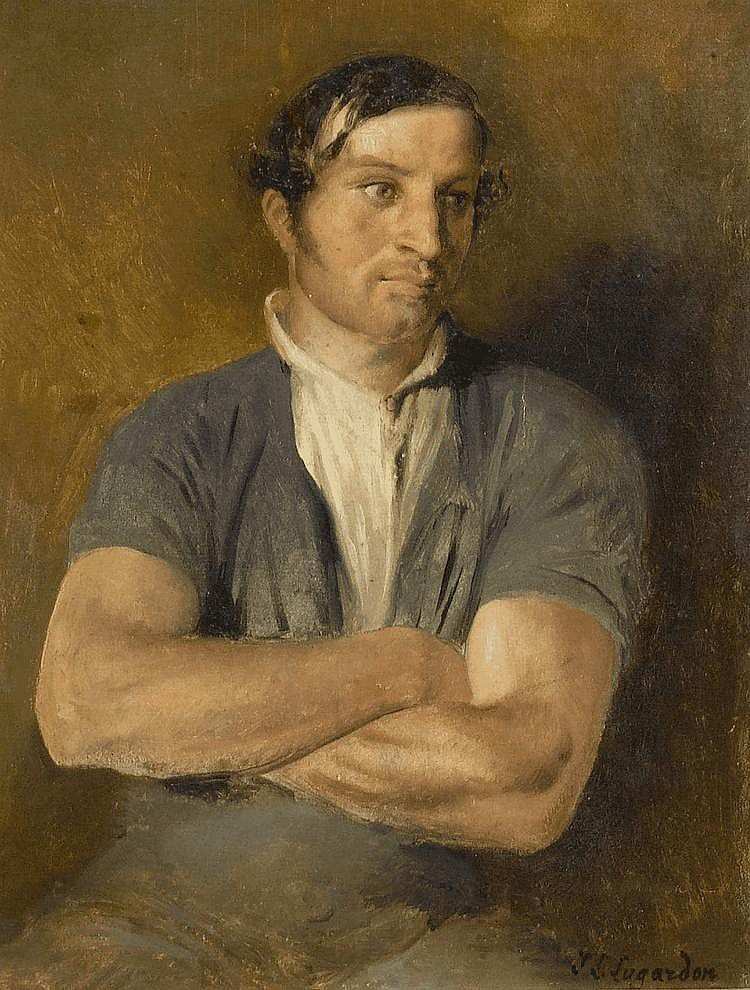
Ritratto di Berner Senn
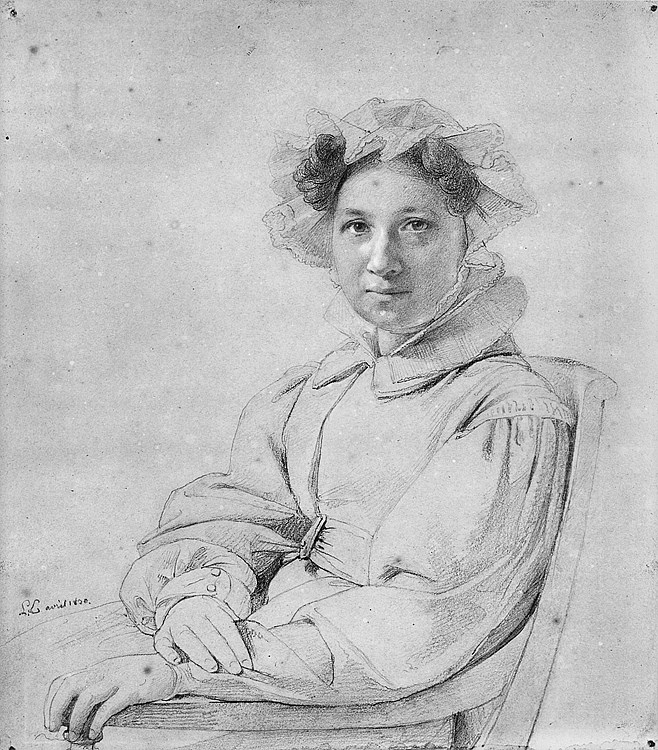
Ritratto di donna seduta
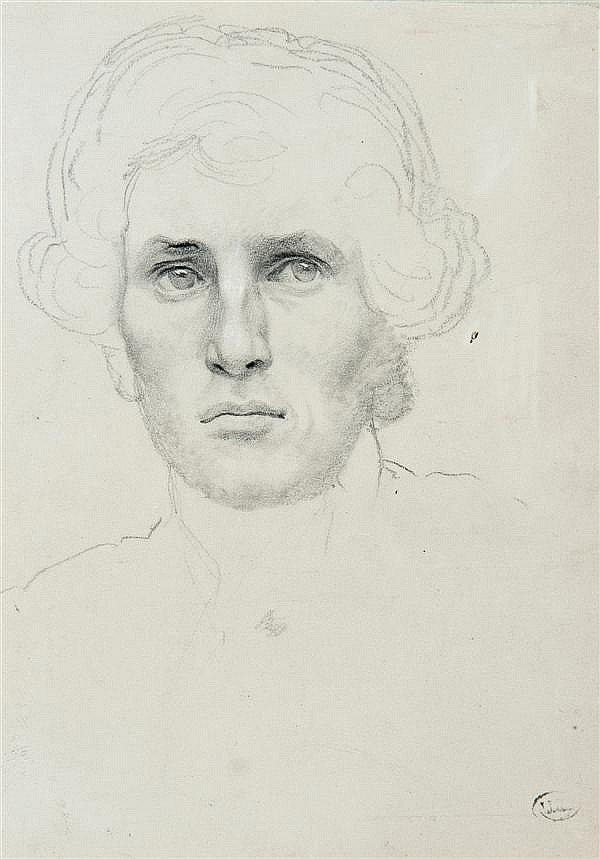
Ritratto d'uomo